# Ducula rubricera
Pombo-imperial-de-cera-vermelha ou pombo-imperial-carunculado (Ducula rubricera) é uma espécie de ave da família Columbidae.
Pode ser encontrada nos seguintes países: Papua-Nova Guiné e Ilhas Salomão.
Os seus habitats naturais são: florestas subtropicais ou tropicais húmidas de baixa altitude.